# Chiến tranh địa đạo

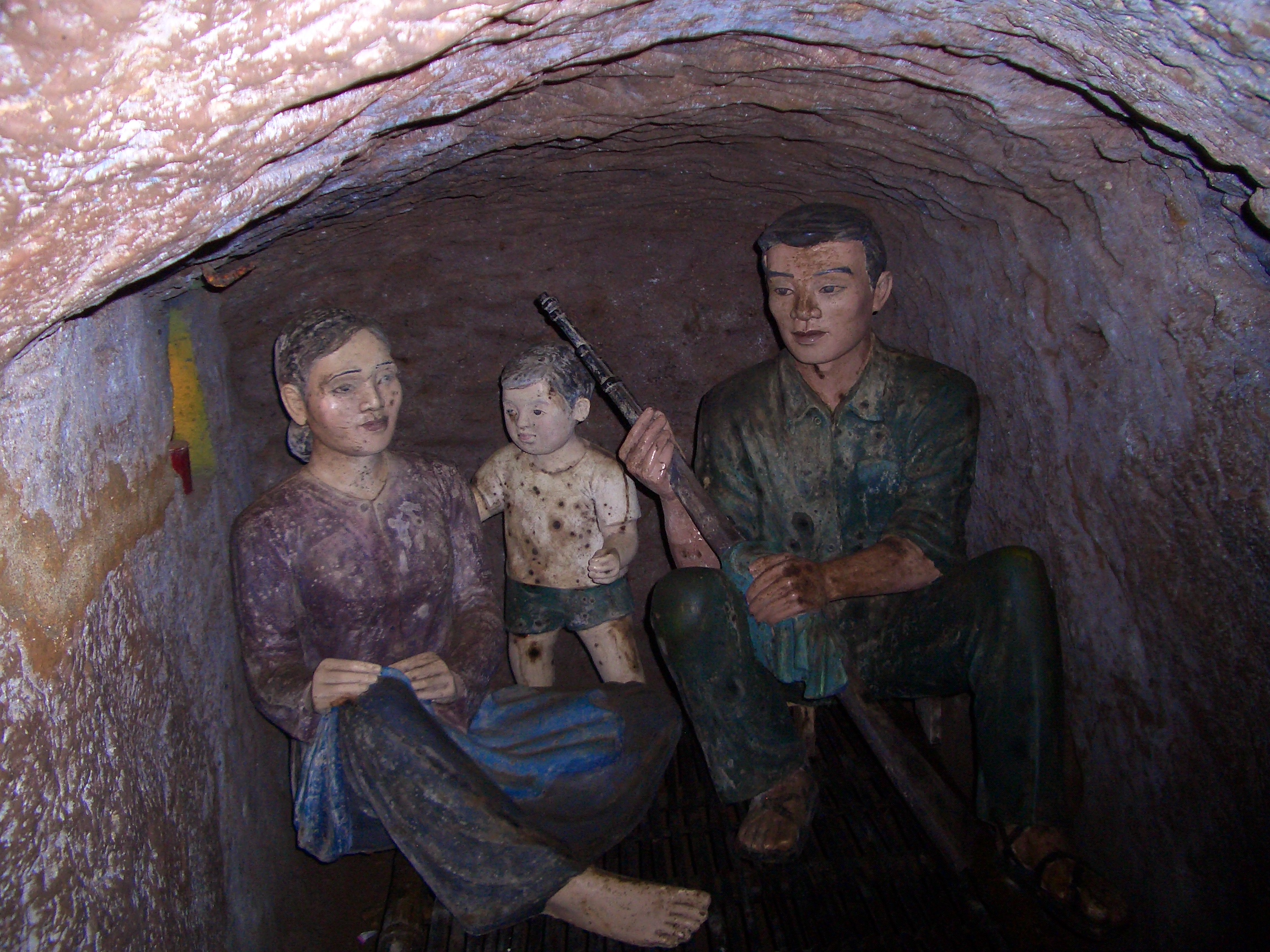
Tái hiện cảnh một gia đình chiến sĩ sống trong địa đạo Vĩnh Mốc

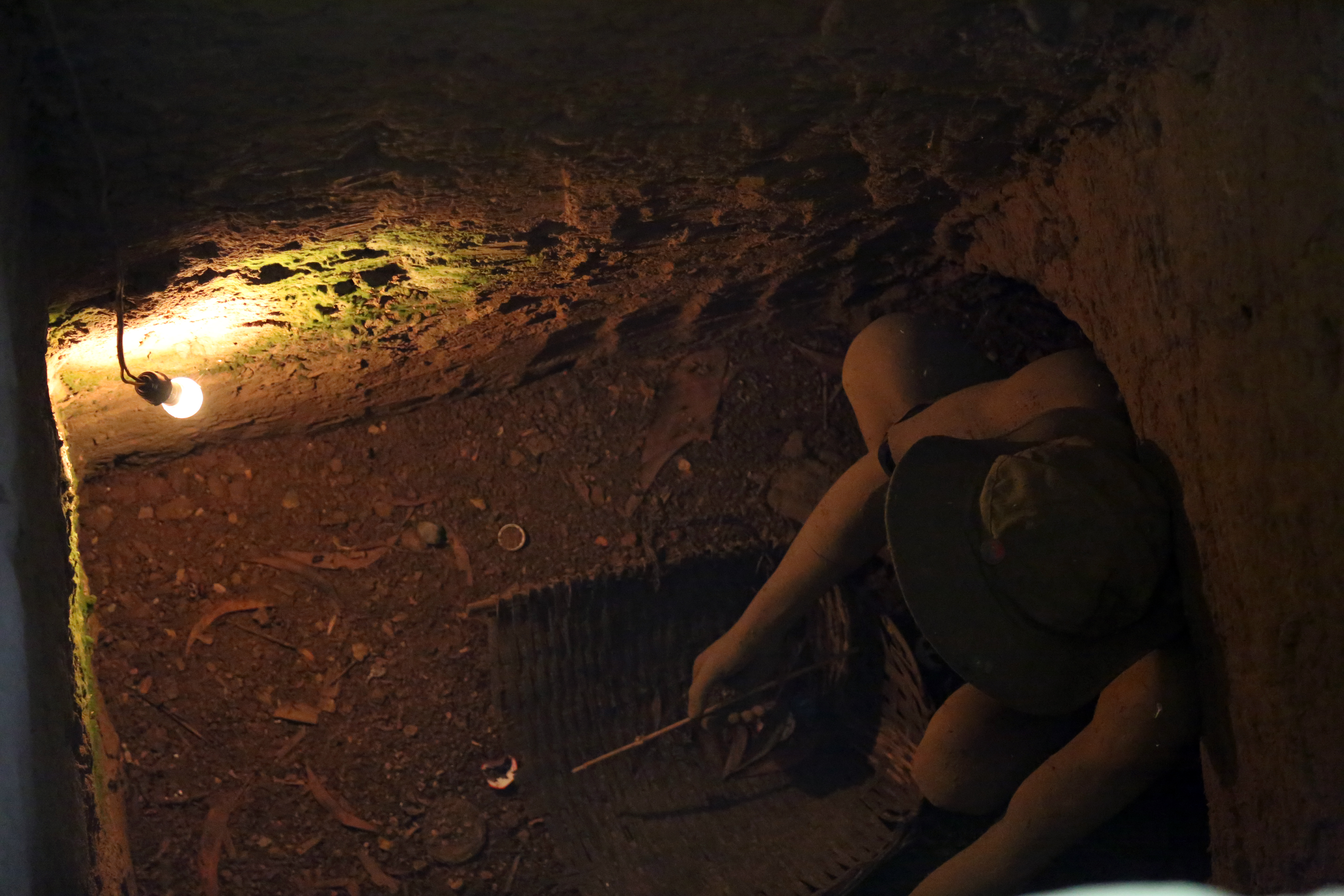
Tái hiện cảnh chiến sĩ trong địa đạo Củ Chi

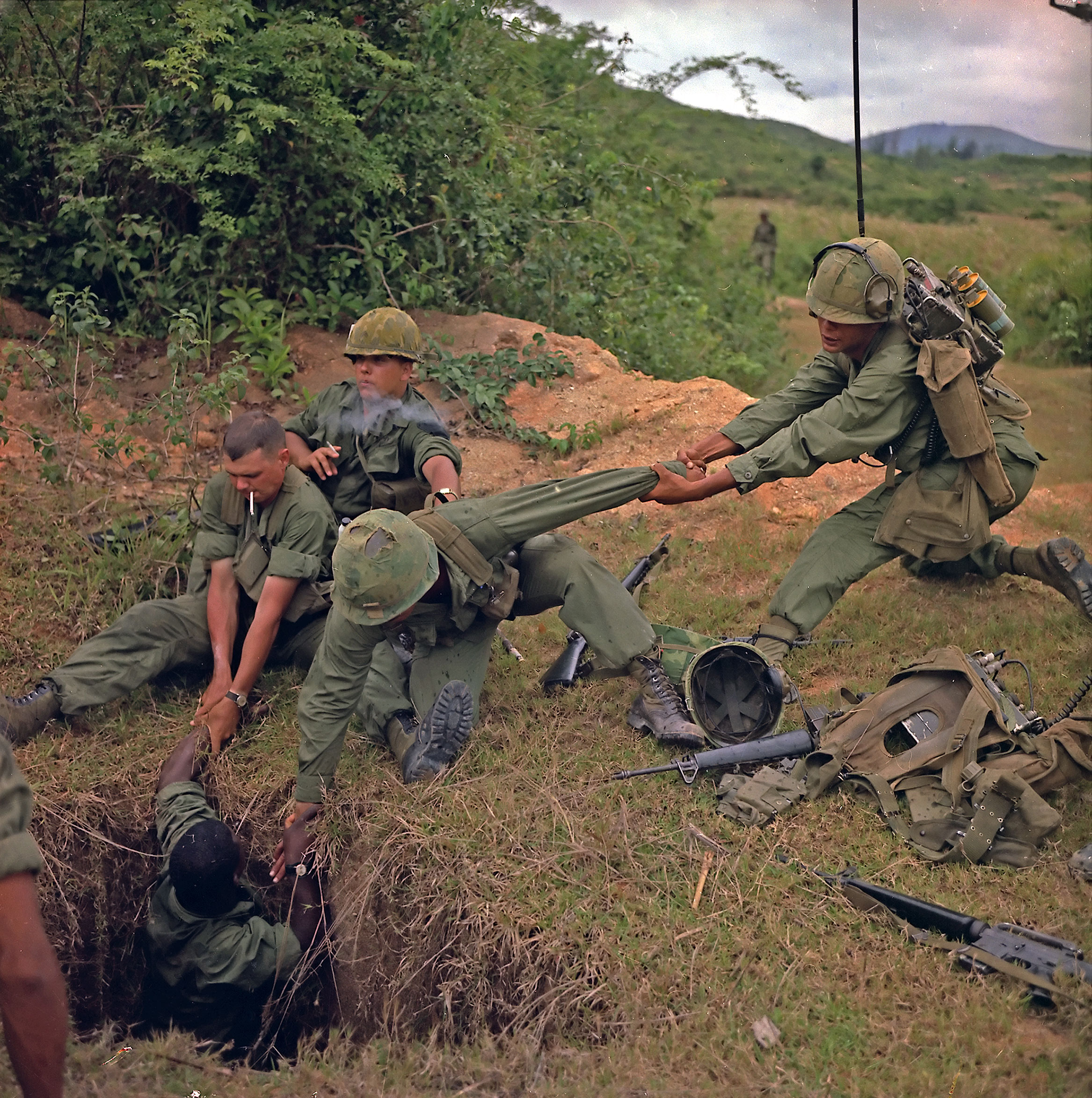
Quân đội Mỹ bố ráp một địa đạo ở Việt Nam

Chiến tranh địa đạo (Tunnel warfare) là chiến thuật tác chiến sử dụng đường hầm và các địa đạo trong chiến tranh, bao gồm việc xây dựng các cơ sở hầm ngầm để tấn công hoặc phòng thủ, và sử dụng các hang động tự nhiên sẵn có và các công sự ngầm nhân tạo kiên cố cho mục đích quân sự. Đường hầm có thể được sử dụng để phá hoại các công sự và xâm nhập vào lãnh thổ của kẻ thù để tấn công bất ngờ (độn thổ), trong khi hệ thống hầm ngầm cũng có thể tăng cường phòng thủ bằng cách tạo ra khả năng phục kích, phản công và khả năng chuyển quân từ một phần của chiến trường sang một phần khác mà không bị phát hiện và được hộ tống. Ngoài ra, đường hầm có thể đóng vai trò là nơi trú ẩn khỏi cuộc tấn công của kẻ thù. Từ thời cổ đại, các đội quân công binh đã sử dụng kỹ thuật đào bới đến tấn công các thành trì có tường bao, pháo đài, lâu đài hoặc các vị trí quân sự kiên cố, cụm đề kháng. 
Vì cấu trúc đường hầm rất phổ biến ở các khu vực thành thị, nên chiến tranh đường hầm thường là một đặc điểm khi chiến đấu trong môi trường đô thị, mặc dù thường là một đặc điểm của tác chiến đô thị. Các nguồn tài liệu lâu đời nhất được biết đến về việc sử dụng đường hầm và chiến hào cho chiến tranh du kích là vào thời La Mã cổ đại. Sau Cuộc nổi loạn của người Batavi, các bộ lạc nổi loạn sớm bắt đầu thay đổi các hoạt động phòng thủ, từ chỉ các thành trì địa phương sang tận dụng lợi thế của địa hình rộng hơn. Các chiến hào ẩn để tập hợp cho các cuộc tấn công bất ngờ đã được đào, kết nối thông qua các đường hầm để có thể rút lui an toàn. Trong suốt cuộc chiến tranh Việt Nam, để duy trì một cuộc chiến tranh du kích toàn diện ở miền Nam Việt Nam, quân giải phóng đã thiết kế các căn cứ ngụy trang đã được sử dụng có khả năng cung cấp chổ ẩn náu cho du kích trong một thời gian dài. Trên khắp miền Nam Việt Nam, có những căn cứ ngầm bí mật hoạt động thành công cho đến ngày giải phóng. Căn cứ hầm ngầm lớn nhất là địa đạo Củ Chi, để chống lại du kích trong đường hầm, quân đội Hoa Kỳ đã sử dụng những người lính được gọi là lính chuột cống để chui vào.